# Adryelson
Adryelson Shawann Lima Silva, genannt Adryelson, (* 23. März 1998 in Barão de Grajaú, Maranhão) ist ein brasilianischer Fußballspieler.

## Karriere

### Verein
Adryelson begann seine fußballerische Ausbildung bei Sport Recife. In der Série A 2015 kam er noch zu keinem Spiel in der Série A, spielte aber bereits das erste Mal in der Staatsmeisterschaft von Pernambuco. 2016 spielte er in keinem der Wettbewerbe ein Spiel. Lediglich im Copa do Brasil 2016 kam Adryelson zu einem Einsatz. In der Série A 2017 kam er insgesamt auf zwei Einsätze in der Staatsmeisterschaft, welche er mit dem Klub gewann. Im Sommer 2017 wurde er bis zum Ende des Jahres an Palmeiras São Paulo verliehen, wo er für die U20-Mannschaft zum Einsatz kam. Am 28. Spieltag der Série A 2018 debütierte er in der Startelf gegen Internacional Porto Alegre bei einem 2:1-Sieg, wobei er direkt seinen ersten Profitreffer zum zwischenzeitlichen Ausgleich erzielte. Adryelson beendete die Spielzeit 2018 mit elf Einsätzen in der Série A. Nach dem Abstieg in die Série B spielte er in der Série B 2019 in der Liga und Staatsmeisterschaft zusammen 43 Mal, wobei er zweimal traf. Die Staatsmeisterschaft konnte er zum zweiten Mal mit dem Verein gewinnen. Nach dem direkten Wiederaufstieg spielte er in der coronabedingt nach hinten verschobenen Série A 2020 34 Mal und neunmal in der Copa do Nordeste. In der Hinrunde der Saison A 2021 spielte Adryelson fünfmal in der Copa do Nordeste und zehnmal in der Staatsmeisterschaft, wobei er zweimal traf und mit Recife im Finale knapp verlor. In der Série A 2021 kam er zu keinen Einsätzen. Für die gesamte Saison 2021/22 wurde er in die Vereinigten Arabischen Emirate an den Erstligisten al-Wasl verliehen. Dort war er Stammspieler und schoss in wettbewerbsübergreifend 25 Einsätzen zwei Tore. Nach seiner Rückkehr im Sommer 2022 klagte er Sport Recife aufgrund unbezahlter Gehälter an und durfte den Klub im Anschluss ablösefrei verlassen.
Nach seiner Rückkehr wechselte er innerhalb der Série A zu Botafogo FR. Dort spielte er im Rest der Série A 2022 17 Mal. Auch in der Série A 2023 spielte er 35 Ligaspiele, wobei er einmal traf. In den anderen Wettbewerben schoss er drei Tore in 23 weiteren Spielen, wobei er mit seinem Team die Taça Rio gewann. Zu seinem internationalen Debüt kam er Anfang April 2023 am ersten Spieltag der Copa Sudamericana 2023 gegen den CD Magallanes. Bereits am vierten Gruppenspieltag schoss er im selbigen Turnier sein erstes Tor auf internationaler Ebene gegen den CD Universidad César Vallejo.
Im Januar 2024 wechselte Adryelson nach Frankreich in die Ligue 1 zu Olympique Lyon, die ungefähr dreieinhalb Millionen Euro Ablöse zahlten. Bereits im Sommer 2024 kehrte er bis Jahresende als Leihspieler zu Botafogo zurück. Mit dem Klub gewann er am 23. November die Copa Libertadores 2024, mit einem 3:1-Sieg über Atlético Mineiro. Anfang Dezember schloss sich der Gewinn der Série A 2024 an.

### Nationalmannschaft
Im Jahr 2015 spielte Adryelson zweimal für die brasilianische U17-Nationalmannschaft, mit welcher er die U17-Copa-América gewann und dabei einmal traf.
Mit dem U23-Team gewann er mit einem persönlichen Einsatz das Turnier von Toulon.
Im Oktober 2023 stand er zudem das erste Mal im Kader der brasilianischen A-Nationalmannschaft.

## Erfolge
Sport Recife
- Staatsmeister von Pernambuco: 2017, 2019

Botafogo FR
- Taça Rio: 2023
- Copa Libertadores: 2024
- Campeonato Brasileiro de Futebol: 2024

Brasilien U17
- U17-Südamerikameister: 2015

Brasilien U23
- Turnier von Toulon: 2019

## Auszeichnungen
- Bola de Prata: 2023[20]